# Lemmy (sociaal netwerk)
Lemmy is opensourcesoftware voor het runnen van zelfgehoste sociale nieuwsaggregatie en discussieforums. Deze hosts, ook wel 'instances' genoemd, communiceren met elkaar via het ActivityPub-protocol.

## Geschiedenis
Lemmy is in februari 2019 door de gebruiker Dessalines op GitHub gemaakt en gelicentieerd onder de Affero General Public License .
In een bericht uit 2020 schreef Lemmy's mede-maker Dessalines over de oorsprong van de naam Lemmy. "Het was lange tijd naamloos, maar ik wilde vasthouden aan de fediverse-traditie om projecten naar dieren te vernoemen. Ik speelde dat ouderwetse spel Lemmings, en Lemmy (van Motorhead) was die week overleden, en we hielden een paar peilingen voor namen, en daar ging ik mee akkoord."
Volgens de Fediverse-statistiekenwebsite the-federation.info waren er vóór juni 2023 minder dan 100 Lemmy-instanties, dit liep in 27 juli 2023 op tot 1521 Lemmy-instanties met een totaal van 66.000 maandelijkse actieve gebruikers De meest populaire instanties op dat moment waren lemmy.world en lemmy.ml, elk met respectievelijk 27.000 en 4.000 maandelijkse actieve gebruikers.

## Beschrijving
Lemmy bestaat uit een netwerk van individuele installaties van de Lemmy-software, deze installaties worden ook wel "instances" of "instanties" genoemd, en kunnen met elkaar communiceren. Dit is anders dan de norm van gecentraliseerde, monolithische socialemediaplatforms. Het wordt wel omschreven als een gefedereerd alternatief voor Reddit.
Gebruikers kunnen op een Lemmy-instantie posts met links, tekst of afbeeldingen naar door de gebruiker gemaakte forums voor discussie posten, deze forums worden "community's" genoemd. De discussie vindt plaats in de vorm van threads. Berichten kunnen omhoog (upvoten) of omlaag (downvoten) gestemd worden, hoewel de mogelijkheid om omlaag te stemmen kan worden uitgeschakeld door de beheerders van elke instantie.
Community's zijn lokaal voor elke instantie, maar gebruikers kunnen zich abonneren, berichten maken en opmerkingen achterlaten op community's van andere instanties. Moderatie wordt uitgevoerd door de beheerders (admins) van elke instantie en moderators van specifieke community's. Communitynamen beginnen met c/ in de URL (bijvoorbeeld lemmy.ml/c/simpleliving ) en zijn uniek vermeldbaar met behulp van het !community@instance-formaat.
Op elke instantie presenteert de voorpagina de gebruiker met populaire posts uit verschillende community's. Deze berichten kunnen vervolgens worden gefilterd op basis van herkomst: berichten van de instantie waarop de gebruiker zich bevindt, of van alle federatieve instanties. Ook kan de gebruiker er voor kiezen om alleen posts te laten zien uit community's waar de gebruiker op geabonneerd heeft.
Lemmy-instanties worden over het algemeen ondersteund door donaties.

## Relaties met andere sociale netwerken
ActivityPub is het protocol dat wordt gebruikt om Lemmy-instanties te laten functioneren als een federatief sociaal netwerk. Het stelt gebruikers in staat te communiceren met compatibele platforms zoals Kbin en Mastodon.
In juni 2023, na de aankondiging van wijzigingen in de Reddit API-service die het voortdurende gebruik van de meeste Reddit-clients van derden onhaalbaar zouden maken, bespraken communityleden de verhuizing naar Lemmy en andere Reddit-concurrenten. In een poging om de discussie over dergelijke migraties te stoppen, heeft Reddit een gebruiker geband omdat deze de overstap naar Lemmy samen met de platformmigratie promootte, ook hebben ze de '/r/LemmyMigration'-gemeenschap als geheel geband. Rapportage op sites als Hacker News over deze bans bevorderde het gebruik van Lemmy alleen maar verder via het Streisand-effect, wat een dag later leidde tot het ongedaan maken van de verboden.

## Derdepartijsoftware
Prominente Reddit-clients Sync en Boost gemaakt door een derde partij, die waren stopgezet vanwege wijzigingen in de prijs van de API van Reddit, begonnen te werken aan Lemmy-clients,, waarbij Sync later opnieuw werd gelanceerd als Sync for Lemmy. Bovendien zijn er meerdere apps en browserclients ontwikkeld sinds de toename van het aantal gebruikers na de wijziging van de Reddit API-service .